# Hugo Vidémont
Hugo Vidémont (Marseille, 19 februari 1993) is een Frans voetballer die doorgaans als middenvelder als of als aanvaller speelt.

## Carrière
Vidémont werd opgeleid door Clermont Foot. Op de slotspeeldag van het seizoen 2011/12 maakte hij zijn debuut in de Ligue 2: tegen Stade Lavallois mocht hij in de 84e minuut invallen voor Romain Alessandrini. In het volgende seizoen kwam hij aan 11 competitiewedstrijden. Pas in het seizoen 2013/14 werd hij onbetwistbaar titularis bij de Franse tweedeklasser. Het leverde hem in februari 2015 een transfer op naar reeksgenoot AC Ajaccio. Ook bij Ajaccio speelde hij zijn eerste officiële wedstrijd tegen Stade Lavallois.
Na meer dan 100 wedstrijden in de Ligue 2 gespeeld te hebben waagde Vidémont zich op 7 februari 2017 aan een eerste buitenlands avontuur: hij tekende bij de Poolse eersteklasser Wisła Kraków. Vanwege betalingsproblemen kwam er al snel een einde aan het Poolse avontuur van Vidémont, waarop de Fransman in de zomer van 2017 naar de Belgische tweedeklasser AFC Tubize verhuisde.
Met 17 doelpunten werd hij als speler van kampioen FK Žalgiris topscorer van de A Lyga 2021.